# Allobates marchesianus
Allobates marchesianus (Melin, 1941) è un anfibio anuro appartenente alla famiglia degli Aromobatidi.

## Etimologia
L'epiteto specifico è stato dato in onore di P. João Marchesi, missionario salesiano che vive a Taracuá in Amazzonia (Brasile).

## Distribuzione e habitat
La specie si trova nel bacino amazzonico fino a 800 m di altitudine:
- in Brasile, negli Stati di Amazonas, di Pará, da Mato Grosso, di Rondônia e Acre;
- in Colombia, nei dipartimenti di Amazonas e Putumayo;
- in Perù, nella regione di Loreto;
- in Venezuela, nello stato di Amazonas.[3]